# Koji Shimizu
Koji Shimizu (清水康次 Shimizu Kōji; 17 oktober 1969) is een Japanse langeafstandsloper die gespecialiseerd is in de marathon.
Zijn beste prestatie is een zevende plaats op de marathon bij de wereldkampioenschappen atletiek 1999 in Sevilla. In 1997 won hij de marathon van Tokio in 2:10.09. Zijn persoonlijk record van 2:08.28 liep hij op de marathon van Otsu, waarmee hij in 2003 een vierde plaats behaalde.

## Persoonlijke records
| Onderdeel      | Prestatie | Datum           | Plaats  |
| -------------- | --------- | --------------- | ------- |
| 10.000 m       | 28.45,42  | 17 mei 2003     | Miyoshi |
| halve marathon | 1:05.21   | 30 oktober 2003 | Fukuroi |
| marathon       | 2:08.28   | 2 maart 2003    | Otsu    |

## Palmares

### marathon
- 1997:  marathon van Tokio - 2:10.09
- 1997: 58e WK in Athene - 2:37.11
- 1998:  marathon van Otsu - 2:09.57
- 1999: 7e WK in Sevilla - 2:15.50
- 1999:  marathon van Tokio - 2:09.00
- 2000: 8e marathon van Tokio - 2:10.41
- 2001:  marathon van Fukuoka - 2:09.28
- 2003: 4e marathon van Otsu - 2:08.28
- 2003: 21e WK in Parijs - 2:13.19
- 2004: 25e marathon van Tokio - 2:17.57